# Accuracy International AS50
Pour les articles homonymes, voir Accuracy.
L’Accuracy International AS50 est un fusil de précision de calibre .50 semi-automatique fabriqué par la société britannique Accuracy International.
Il permet à l’opérateur de s’attaquer à des cibles situées à une très grande portée, avec une grande précision, en pouvant utiliser des munitions explosives ou incendiaires. Ce fusil semi-automatique utilise l'énergie des gaz pour assurer partiellement les opérations de cycle de fonctionnement, ce qui permet une élimination plus rapide de plusieurs cibles, il est plus rapide que ses homologues à verrou. Facilement transportable, ergonomique et léger, l'AS50 peut-être démonté en moins de 3 minutes et sans avoir besoin d’outil. Il fut conçu pour les forces britanniques et les US Navy Seals, et fut retenu en raison de sa cadence de tir élevée de 5 coups en 1,6 seconde. Cette cadence élevée est essentiellement due à son canon flottant et à sa structure légère en titane.
L'AS50 possède une précision de 1,5 minute d'angle (MOA). Le récepteur en acier usiné, composé de deux pièces, comporte un rail accessoire intégral pour fixer un système de visée optique. Deux rails supplémentaires sont fixés sur les côtés du canon. Ce fusil peut également recevoir un bipied et une jambe de support arrière pour améliorer sa stabilité. Ainsi, il peut atteindre avec précision une cible située à 1 500 m. Son poids est de 14,1 kg à vide, et il dispose d'un magasin amovible de 5 cartouches calibre .50.